# Montserrat Guiamet Llopis
Montserrat Guiamet Llopis (Barcelona, 1941) és una jugadora de tennis de taula catalana.
Es formà al Club Putxet, filial del Club Tennis Barcino amb el qual competí esportivament. Es proclamà campiona d'Espanya individual (1964) i dos en dobles (1963, amb Anna María Navarro, 1964, amb Maria Rosa Riumbau) i dos per equips (1963, 1964). També guanyà el campionat de Catalunya en dobles (1961) i tres cops el campionat provincial de Barcelona en dobles (1963, 1964, 1965) i per equips (1963, 1964, 1965). Internacional amb la selecció espanyola, participà al Campionat d’Europa de 1962.